# St. Martin (Sophiental)

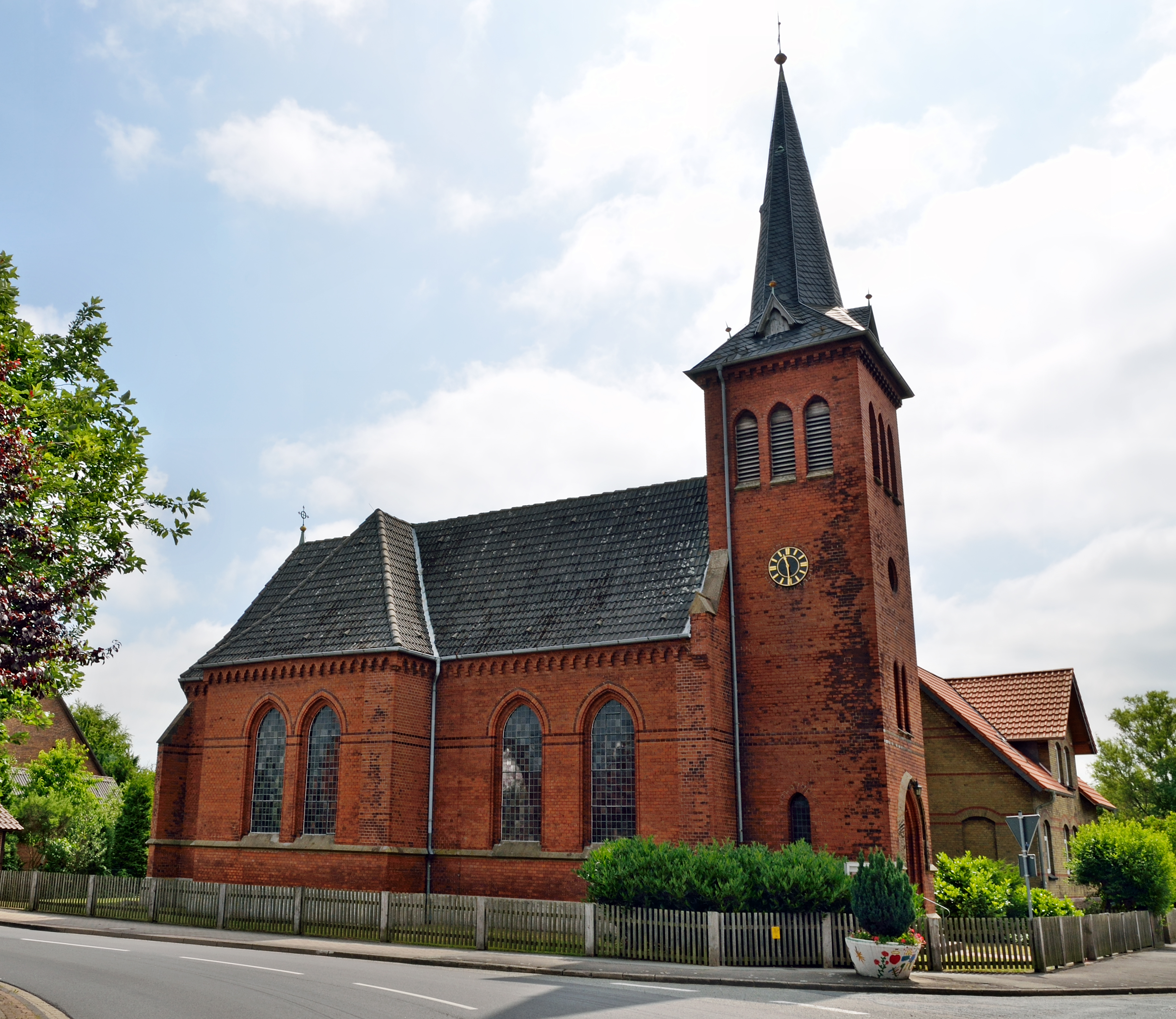
St. Martin

Die St.-Martin-Kirche ist eine evangelisch-lutherische Kirche in der Ortschaft Sophiental für die Kirchengemeinde Wahle und Sophiental mit Fürstenau. Die Kirche gehört zur Propstei Vechelde innerhalb der Evangelisch-lutherischen Landeskirche in Braunschweig.
Die Bauzeichnung wurde 1889 in der vom Kreisbauinspektor Wilhelm Krahe geleiteten Hochbauinspektion Braunschweig erstellt. Baurat Ernst Wiehe, leitendes Mitglied der Herzoglichen Baudirektion, hatte für die Kirche und die benachbarte Schule die Planungsrichtlinien festgelegt. Die Bauausführung übernahm der Amtsmaurermeister Christian Kamp aus Sophiental. Das im neugotischen Stil entworfene Kirchengebäude ist denkmalgeschützt. Seine Ausführung entspricht den Empfehlungen des Eisenacher Regulativs.

## Baugeschichte
Nachdem die Herzogin Elisabeth Sophie Marie (1683–1767) den Lehenshof Haslere 1716 in der jetzt Fürstenau genannten Ortschaft käuflich erworben hatte, ließ sie dort auf dem von einem Ringgraben umgebenen Platz nicht nur ein Lustschloss, sondern auch eine kleine Fachwerkkapelle errichten. An der Zufahrt zur Schlossanlage wurde ein Pfarrhaus erbaut, das ab 1730 Pastor Degener bewohnte. Nach seiner Versetzung 1739 nach Salder wurde es als Schule und Lehrerwohnung genutzt. Nach dem Tod der Herzogin bestimmte Prinz Ferdinand (1721–1792), dass die Kirchengemeinde Fürstenau-Sophiental pastoral von Wahle aus betreut wurde, was bis heute beibehalten wird.
In der zweiten Hälfte des 19. Jahrhunderts war die Kapelle baufällig geworden. Auch demografisch hatte sich ein Wandel vollzogen. Die Einwohnerzahl hatte sich in Sophiental im Gegensatz zu der in Fürstenau mehr als verdoppelt. Die Platzverhältnisse in der Kapelle und auch in der Schule waren so eng geworden, dass Neubauten gefordert wurden. Auf Grund der höheren Bevölkerungszahl entschied man sich für einen Standort in Sophiental.
Die Kirche wurde nach zweijähriger Bauzeit vom Superintendenten Christian Oberhey am vierten Advent 1890 eingeweiht und nach dem heiligen Martin benannt. Sie bietet Platz für 110 Personen. Die Schulkinder beider Ortschaften besuchten bereits die seit einem Jahr ebenfalls neu erbaute einklassige Schule direkt neben der Kirche.

## Außenansicht
Die Kirche steht als roter Backsteinbau im Südwesten der Ortschaft auf einem hohen Sockel aus Kalksteinquadern. Der Grundriss der Kirche ist ein lateinisches Kreuz mit verkürzten Seitenarmen. Ein mit vier Strebepfeilern versehener Chor bildet im Nordosten einen Fünfachtelschluss. Im Südwesten schließt ein beidseits eingerückter quadratischer Turm das Langschiff ab. Er ist mit einem achtseitigen Knickhelm bedeckt. Die Schallöffnungen des Glockengeschosses sind als Dreiergruppe ausgebildet. Die Spitzbogenfenster des Kirchenschiffs sind mit Bleiverglasung in hellen Grautönen eines Kathedralglases versehen und werden durch Formziegelgewände gerahmt.
Eine horizontale Gliederung wird mit einem Kleeblattfries unterhalb der Traufe und mit einem Wasserschlaggesims aus Sandstein auf Höhe der Fenstersohlbänke erreicht. Es umschließt das gesamte Kirchengebäude. Im Chorbereich ist es als Kaffgesims ausgebildet und am Kirchturm läuft es als Rahmen um das Eingangsportal, das ebenfalls mit Formziegelgewänden eingefasst ist. Seine Bohlentür ist kunstvoll mit schmiedeeisernen Beschlägen belegt.
Auffällig ist ein Band aus glasierten Ziegeln; ein Stilelement, das zu der damaligen Zeit auch bei Profanbauten üblich war. Es führt über die Spitzbögen der Fenster und verbindet als Doppelband ihre Kämpferpunkte.

## Innenraum und Ausstattung
Im Inneren ist die Kirche verputzt und großflächig in einem gelblich, pastelligen Farbton ausgemalt. Nur im Chor wird ein Rippengewölbe, das dort auf zierlichen Diensten ruht, mit stuckierten Ziegeln in Rot abgesetzt. Seine Kapitelle sind mit goldfarben gebuckeltem Blattwerk geschmückt. Nach oben hin wird der Kircheninnenraum durch eine flache im Naturton lasierte Holzdecke zwischen profilierten Balken abgeschlossen. Sie ziert eine Schablonenmalerei aus graugrünem Blattwerk. Auch Kanzel, Kirchenbänke und Orgelempore sind im natürlichen Holzton belassen.
Die Orgelempore wird von vier Ständern gestützt, die mit Kopfbändern versteift sind. Sie sind an den unteren Längskanten konkav ausgekehlt und hellgrün gefasst. Dies erweckt – ganz im Sinn der Neugotik – einen bogenförmigen Eindruck.
Die walzenförmig ausgebildeten Balkenköpfe der Empore und die ausgekehlten Kopfbänder sind mit hexagonalen Kerbschnittrosetten geschmückt.
Die Brüstungsfelder der Empore sind von einem vierpassähnlichen Muster durchbrochen.
Altaraufsatz, Lesepult und Orgelgehäuse wurden 1890 vom braunschweigischen Hofbildhauer Wilhelm Sagebiel gefertigt.
Die Kanzel befindet sich an einem Pfeiler der Vierung. Die kurzen Seitenarme des Querschiffs lassen zusammen mit den gedrückten Spitzbögen der Vierung den Eindruck einer zentralen Breite entstehen.

### Orgel
Die 1889 von dem Hoforgelbauer Gebrüder Euler aus Gottsbüren hergestellte Orgel ist heute noch intakt. Das Instrument wurde 1947 vom Braunschweiger Orgelbaumeister Friedrich Weißenborn geringfügig umdisponiert und 2004 vom Orgelbauer Christoph Grefe aus Bülten gründlich überholt.
Der in neugotischen Formen gestaltete Prospekt ist dreiachsig angelegt. Das mittlere breite Pfeifenfeld und die beiden schmaleren seitlichen Pfeifenfelder sind spitzgiebelig geschlossen. Die Schmuckgiebel sind mit Krabben besetzt und von Fialen begleitet.
Das Instrument wurde mit einer mechanischen Spiel- und Registertraktur gefertigt und verfügt heute über 11 Register in folgender Disposition:
| I. Manual C–f3 |            |     |            |  |
| 1.             | Bourdon    | 16′ |            |  |
| 2.             | Prinzipal  | 8′  |            |  |
| 3.             | Hohlflöte  | 8′  |            |  |
| 4.             | Octave     | 4′  |            |  |
| 5.             | Oktave     | 2′  | [ Anm. 1 ] |  |
| 6.             | Mixtur III | 2′  | [ Anm. 2 ] |  |

| II. Manual C–f3 |                  |    |            |  |
| 7.              | Lieblich Gedackt | 8′ |            |  |
| 8.              | Salizional       | 8′ |            |  |
|                 | Portunalflöte    | 4′ | [ Anm. 3 ] |  |

| Pedal C–d1 |               |     |  |
| 9.         | Subbass       | 16′ |  |
| 10.        | Prinzipalbass | 8′  |  |

- Koppeln: II/I und I/P
- Spielhilfen: Kollektivtritt für das volle Werk, Calcantenruf und Evacuant (Windablasser)

Anmerkungen
1. ↑  1947 ersetzt von Friedrich Weißenborn an Stelle von Gambe 8′.
2. ↑  Der Registerknopf weist eine Mixtur 4-fach 2′ aus. Das Register ist jedoch wie ursprünglich eine Mixtur 3-fach mit 2′ Länge beginnend.
3. ↑  2004 erweitert von Christoph Grefe; das Register wurde einer Orgel der Kirche in Olxheim entnommen. Diese Orgel wurde von Heinrich Faber (Salzhemmendorf) erbaut. Bei dem Register handelt es sich um konische Eichenpfeifen in typischer Euler-Bauweise. Es wurde auf Wunsch der langjährig tätigen Organistin Marlis Schäfer (Fürstenau) eingebaut, nachdem es von einem Orgelsachverständigen empfohlen worden war.

### Glocken
Im Glockenturm hingen zwei Bronzeglocken. Im Ersten Weltkrieg sollten beide für die Produktion von Geschosshülsen abgeliefert werden. Die Kirchengemeinde erreichte, dass wenigstens die leichtere der beiden im Glockenturm verbleiben durfte. Erst im Jahr 2000 war es durch Geldspenden möglich, das Zweier-Glockengeläut wieder zu vervollständigen.
Eine kleine historisch wertvolle Schlagglocke, gestiftet von der Herzogin Elisabeth Sophie Marie für die damalige Kapelle in Fürstenau, hängt jetzt in einer Dachgaube auf der dem Dorf zugewandten Seite des Kirchturms. Sie schlägt im Halbstundentakt, ausgelöst von einer Turmuhr der Firma J. F. Weule in Bockenem am Harz, die 1891 dort gekauft wurde. Sie bewegt außerdem die Zeiger der Zifferblätter, die zu zwei Seiten des Kirchturms die Uhrzeit anzeigen.
| Gussjahr | Schlagton | Gewicht (kg) | Breite (cm) | Inschrift                                                                     | Glockengießerei                            |
| -------- | --------- | ------------ | ----------- | ----------------------------------------------------------------------------- | ------------------------------------------ |
| 1726     | h″        | unbekannt    | 42          | ELISABETH SOPHIE MARIE                                                        | S.H.C. Helmholtz (Braunschweig)            |
| 1891     | e″        | 110          | 55          | SUCHE JESUM UND SEIN LICHT / ALLES ANDERE HILFT DIR NICHT                     | Radler & Söhne am Galgenberg in Hildesheim |
| 2000     | cis″      | 200          | 70          | GIB UNS DEINEN FRIEDEN Dank den Spendern / Sophiental – Fürstenau / 1986–2000 | Rincker (Sinn)                             |

## Veranstaltungen
Seit den letzten Jahren begeistert am vierten Advent der Chor Pax Nobis unter Leitung des Organisten Hans-Dieter Karras zusammen mit eingeladenen Musikern seine Zuhörer.

## Bilder

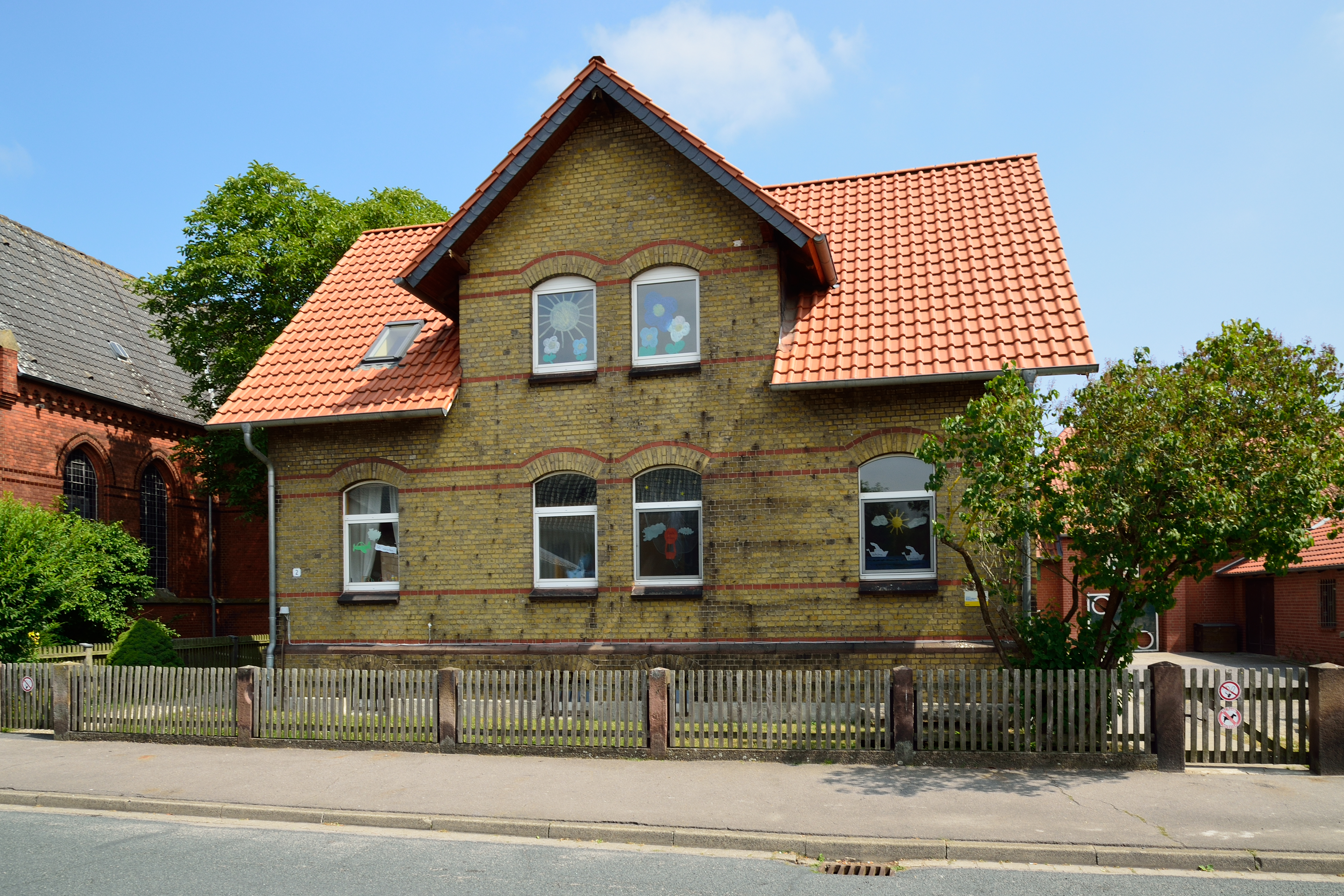
Ehemalige Schule, jetzt Kindergarten
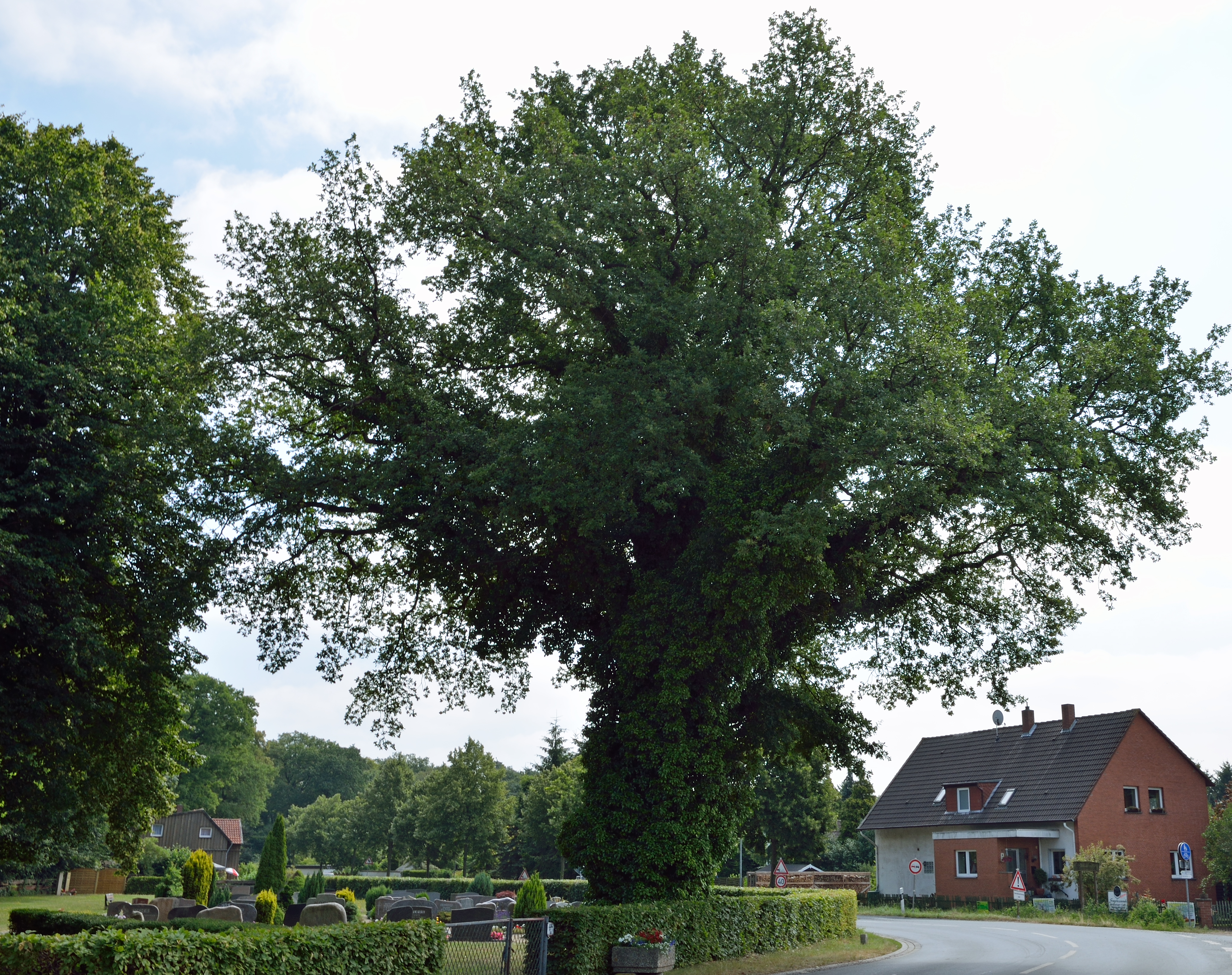
Friedhof
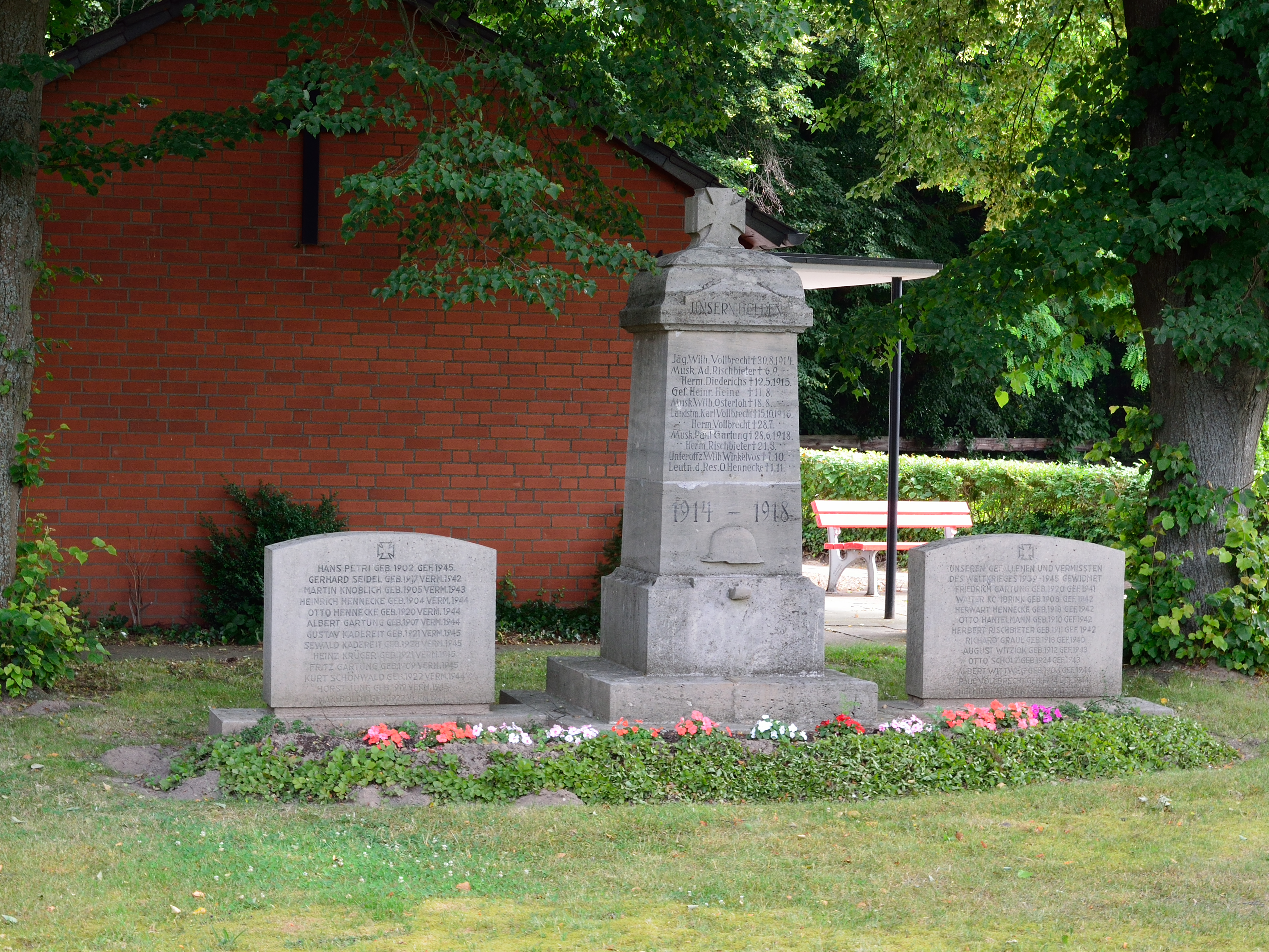
Kriegerdenkmal 1914–1918 / 1940–1945